# 古茶大樹
古茶 大樹（こちゃ ひろき、1960年 - ）は、日本の医学者、精神科医。聖マリアンナ医科大学神経精神科教授。専門は精神病理学。博士（医学）。

## 来歴
1960年東京都生まれ。1986年慶應義塾大学医学部卒業。博士（医学）。国立病院機構東京医療センター精神科医長を経て、慶應義塾大学医学部精神神経科専任講師および慶應義塾大学文学部非常勤講師、早稲田大学文学部非常勤講師、東京地方検察庁嘱託医。

## 学会
- 日本精神病理学会評議員

## 著書

### 共編著
- 『メランコリー —人生後半期の妄想性障害』弘文堂、2008年4月。ISBN 9784335651342。
- 『老年期うつ病ハンドブック』診断と治療社、2009年6月。ISBN 9784787816283。
- 『妄想の臨床』新興医学出版社、2013年6月。ISBN 9784880028347。